# Spuma di mandorla
La spuma di mandorla (in dialetto molfettese: Spume d'èminele) è un dolce tradizionale natalizio tipico di Molfetta. Si presenta come dolce a mo' di biscotto fatto con mandorle in granella molto aromatico e croccante.

## Procedimento
Si prepara schiacciando delle mandorle (non necessariamente tostate) col mattarello, A questo punto fare la "fontana" aggiungendo 4 uova intere, meno di 2 cucchiai di zucchero, mezzo cucchiaio di cannella in polvere, scorza di limone, chiodi di garofano e ammoniaca. Quindi amalgamare bene bene gli ingredienti e dall'impasto creare delle praline. Infornare infine per 180° per 15- 20 minuti.